# Bánó Attila
Bánó Attila (tapolylucskai és kükemezei) (Deggendorf, 1940. február 15.–) író, újságíró, szerkesztő, grafikus. 

## Életpályája
A Bánó család sarja. Szülei Bánó Gábor és Hegedűs Erzsébet. Az apai nagyszülei tapolylucskai és kükemezei Bánó Árpád (1852–1934), főszolgabíró, az eperjesi ágostai hitvallású kollégium és a sárosi evangélikus egyházmegye felügyelője és Andreánszky Paula (1894–1961) voltak. Apai nagyapai dédszülei tapolylucskai és kükemezei Bánó József (1824–1910), Sáros vármegye másodalispánja, országgyűlési képviselő, a képviselőház alelnöke, és a Magyar Történelmi Társulat elnöke, földbirtokos és báró nagyjeszeni Jeszenszky Terézia (1823–1888); Bánó Józsefné báró Jeszenszky Teréziának a szülei báró nagyjeszeni Jeszenszky János (1793–1866), Tolna vármegye alispánja, földbirtokos és báró Laffert Terézia (1798–1866) voltak.
1969-1990 között szabadfoglalkozású grafikus volt. 1980-tól tagja a Művészeti Alapnak (jelenleg MAOE). 1975-1989 között ismeretterjesztő könyveket illusztrált, hanglemez- és könyvborítókat, plakátokat, bélyegeket tervezett. 1990-1991 között a Ludas Matyi munkatársaként, 1992-ben az Új Magyarország segédszerkesztőjeként dolgozott. 1992-2007 között a Magyar Újságírók Közösségének elnökségi tagja, 2004-2006 között titkára, 2006-2007 között elnöke volt. 1992-1995 között a Pest Megyei Hírlap főszerkesztő-helyettese, 1995-1996 között a Reform külső munkatársa, 1995-1997 között a Móricz Zsigmond Újságíró Iskola oktatója volt. 1996–1998 között a Nyugati Magyarság külső munkatársaként tevékenykedett. 1998-2002 között a Kis Újság felelős szerkesztője, 1999-2003 között a Magyar Televízió kuratóriumának elnökségi tagja volt (FKGP). 2003-ban a Keresztény Élet külső munkatársaként dolgozott. 2006-tól a lap megszűnéséig a Múlt és Jelen felelős szerkesztője volt. 2000-ben, újságírói munkásságáért, az Igazolt Magyar Szabadságharcosok Világszövetségétől megkapta a Hűség a Hazához érdemkeresztet. 2015-től a Magyar Hírlap, 2020-tól a Magyar Nemzet külsős szerzője. 2021-ben a köztársasági elnöktől Magyar Arany Érdemkereszt kitüntetésben részesült a nemzeti emlékezet megőrzését sokoldalúan szolgáló, az egyetemes emberi és keresztény értékeket elkötelezetten képviselő alkotóművészete elismeréseként. 2022-ben Habsburg-Lotharingiai József Károly főhercegtől, a legitim Vitézi Rend főkapitányától lovagkeresztet, a Protestáns Újságírók Szövetségétől pedig Rát Mátyás életműdíjat kapott.

## Főbb művei
- Magyar ösvény (Püski, 1996)
- Régi magyar családok – mai sorsok (Gemini, 1996; Athenaeum, 2004)
- Óvakodj Floridától (William Shake álnéven; Alexandra, 2003)
- Lépre csalva (Alexandra, 2004)
- Magyar titkok nyomában (Athenaeum, 2005)
- A főnyeremény (Athenaeum, 2006)
- Rejtélyek a magyar múltból (Athenaeum, 2008)
- Felejthetetlen mondák és legendák (Reviczky Bélával; Reader's Digest, 2009)
- A magyar nemes vitézsége (Athenaeum, 2009)
- 55 meghökkentő eset a magyar történelemből (Athenaeum, 2011; 2. kiadás: 2012; 3. kiadás: 2013; 4. kiadás: 2014; 5. kiadás: 2015; 6. kiadás: 2017)
- Újabb 33 meghökkentő eset a magyar történelemből (Athenaeum, 2013)
- Kinizsi özvegyétől Horthy testőréig (Athenaeum, 2014)
- A tudós és a zöldhajú lány (Athenaeum, 2015)
- 44 meghökkentő eset a magyar történelemből (Athenaeum, 2016)
- Családban a nemzet - A tapolylucskai és kükemezei Bánók nyolc évszázada (Athenaeum, 2017)
- 30 új meghökkentő eset a magyar történelemből (Athenaeum, 2020)
- Emlékpergető (Athenaeum, 2021)
- JOBB (Erdélyi Szalon, 2022)
- Vitéz nagybányai Horthy Miklós, a hazafi (Erdélyi Szalon, 2023)
- Gróf Tisza István, a vértanú (Erdélyi Szalon, 2024)
- Észak-Erdély hazatért, 1940 (Erdélyi Szalon, 2025)

## Kiállításai
Önálló kiállításai 1981–1988:
- Budapest
- Kecskemét
- Nyíregyháza
- Tiszavasvári
- Kisvárda
- Kőszeg
- Sopron

## Bélyegtervei
- Honfoglaló magyarok művészete (sorozat, 7 érték, 1984)
- Régészet (sorozat, 4 érték, 1987)
- Bélyegnyomásos alkalmi levelezőlapok